# Trypetisoma puncticeps
Trypetisoma puncticeps är en tvåvingeart som först beskrevs av Malloch 1929.  Trypetisoma puncticeps ingår i släktet Trypetisoma och familjen lövflugor. Inga underarter finns listade i Catalogue of Life.